# Rooney Mara
Rooney Mara Phoenix  (pronuncia: /ˈmɛərə/; Bedford, 17 aprile 1985) è un'attrice statunitense.
Ha ottenuto la fama internazionale con il ruolo di Lisbeth Salander in Millennium - Uomini che odiano le donne (2011), per il quale ha ricevuto il plauso della critica ed è stata candidata al Golden Globe come migliore attrice in un film drammatico e al Premio Oscar come miglior attrice protagonista. In seguito ha recitato nel thriller Effetti collaterali (2013), nel dramma indipendente Senza santi in paradiso (2013), e nel film romantico Lei (2013). Per la sua performance in Carol (2015) si è aggiudicata il Prix d'interprétation féminine al Festival di Cannes, ricevendo la sua seconda candidatura agli Oscar nella sezione miglior attrice non protagonista.

## Biografia

### Primi anni
Nata a Bedford, nello stato di New York, è la figlia di Timothy Christopher Mara, di origini irlandesi, vice presidente dei New York Giants, e dell'agente immobiliare Kathleen McNulty, di origini irlandesi e italiane. Ha due fratelli, Daniel e Conor, è la sorella minore dell'attrice Kate Mara e la nipote di Wellington Mara.
Nel 2003 si diploma alla Fox Lane High School, prima di intraprendere un viaggio studio in Sud America, dove trascorre quattro mesi visitando Ecuador, Perù e Bolivia. Dopo aver frequentato per un anno la George Washington University, si trasferisce alla New York University's Gallatin School of Individualized Study, dove studia psicologia e politiche sociali internazionali e dove otterrà la laurea nel 2010.

### Gli inizi e il successo nel 2012

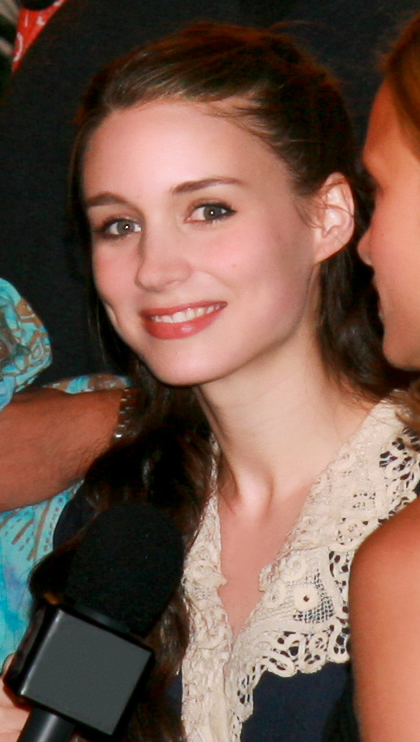
Rooney Mara al Toronto International Film Festival 2009

Rooney Mara decide di seguire le orme di sua sorella maggiore Kate sulla scia della sua passione per Via col vento e debutta come attrice nel 2005, con un piccolo ruolo nel film horror Urban Legend 3. A questa esperienza seguono sino al 2009 numerose apparizioni a produzioni cinematografiche e televisive come Law & Order, Women's Murder Club e E.R. - Medici in prima linea.
Tra il 2009 e il 2010 partecipa a diversi progetti: il primo è la commedia Youth in Revolt, ispirata all'omonimo romanzo di C.D. Payne, a fianco di Michael Cera. Recita poi in Nightmare, remake del regista Samuel Bayer di Nightmare - Dal profondo della notte del 1984 e in The Social Network, film del regista David Fincher sulla fondazione di Facebook. Ottiene inoltre il ruolo di protagonista nella pellicola Tanner Hall - Storia di un'amicizia, di Francesca Gregorini.
Nell'agosto del 2010 l'attrice ottiene la parte di Lisbeth Salander nel riadattamento, a opera di David Fincher, di Uomini che odiano le donne di Stieg Larsson. Nel film il personaggio di Lisbeth Salander indossa svariati piercing. Per interpretare la parte l'attrice, oltre a essersi tagliata i capelli e tinta le sopracciglia, si è realmente sottoposta alla pratica dei vari piercing compresi quattro fori in ciascun lobo e in sopracciglio, narice, labbro e capezzoli. L'attrice ha dichiarato di aver deciso di sottoporsi alla pratica per poter entrare maggiormente nel personaggio, pur non avendo mai avuto precedentemente alcun tipo di piercing, e che, mentre il piercing dell'orecchio è stato molto doloroso, quello al capezzolo non lo è stato per nulla. Mara ha in seguito rimosso tutti i piercing una volta terminata la lavorazione del film, tenendo solamente il piercing al capezzolo destro, anche nella prospettiva di prendere parte a un sequel del film e non doverlo rifare.
Ha dichiarato che le riprese sono state lunghe e difficili, in quanto avvenute in Svezia in pieno inverno; inoltre ha preso lezioni di informatica, lavorato sull'accento e praticato kick-boxing, oltre ad allenarsi due ore al giorno con la moto. Su questo ruolo l'attrice ha dichiarato: «È stato facilissimo entrare, ma quasi impossibile uscirne. È stato eccitante calarmi nel suo look, ma alle scene di violenza non ero preparata». Il film, uscito nel dicembre 2011, ha avuto un buon successo, incassando 232 milioni di dollari in tutto il mondo. Per il ruolo di Lisbeth Salander, Rooney Mara è stata candidata all'Oscar 2012 come "Miglior attrice protagonista".

### Dal 2013 al 2015

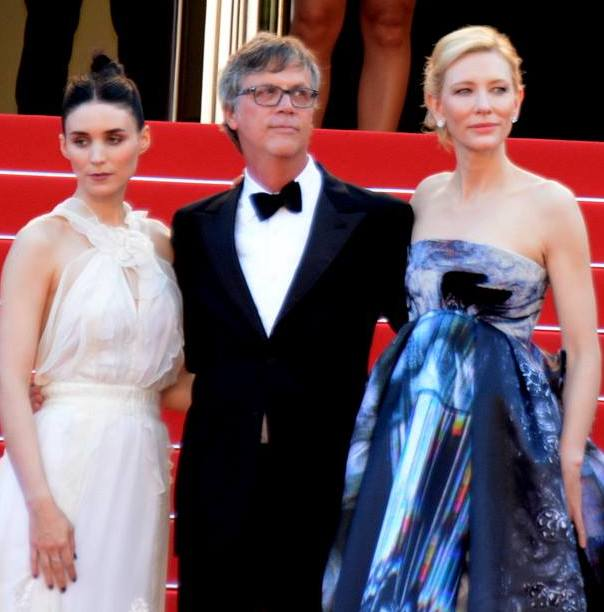
Rooney Mara, Todd Haynes e Cate Blanchett alla presentazione di Carol al Festival di Cannes, nel maggio 2015

Nel 2013 l'attrice prende parte alla lavorazione di tre film: Senza santi in paradiso, film indipendente di David Lowery insieme a Casey Affleck, narra la vicenda di una coppia di fuorilegge che, nell'America degli anni '70, compie una lunga serie di crimini per poi venire fermata dalle forze dell'ordine. L'uomo (Casey Affleck) viene arrestato prendendosi tutta la colpa e quando esce di prigione va alla ricerca di Ruth (Rooney Mara). Appare nel thriller Effetti collaterali di Steven Soderbergh, accanto ai colleghi Jude Law, Channing Tatum e Catherine Zeta-Jones, dove interpreta Emily, una giovane donna che si rivolge alla prescrizione di farmaci per gestire la sua ansia riguardo all'imminente rilascio del marito dal carcere; Lei del regista Spike Jonze, presentato al Roma Film Festival dove recita con Joaquin Phoenix, Amy Adams, Olivia Wilde e la voce di Scarlett Johansson. Nel 2013, inoltre, viene scelta come testimonial del profumo Downtown di Calvin Klein.
Nel 2014 prende parte al thriller Trash, diretto dal regista Stephen Daldry e tratto dall'omonimo romanzo di Andy Mulligan. La pellicola narra la storia di tre ragazzi di strada che trovano in una discarica una misteriosa chiave e una mappa che li portano in un avventuroso viaggio inseguiti dalla polizia.. Il film è stato presentato in anteprima al Festival Internazionale del Film di Roma, vincendo Premio BNL del pubblico al miglior film.
Nel 2015 è coprotagonista, insieme a Cate Blanchett, del film Carol diretto da Todd Haynes e tratto dal romanzo The Price of Salt della scrittrice statunitense Patricia Highsmith. Narra la storia di una donna sposata, alle prese con un difficile divorzio, che si innamora di una commessa di un grande magazzino. La pellicola viene presentata in concorso alla 68ª edizione del Festival di Cannes, facendo vincere all'attrice il Prix d'interprétation féminine come migliore attrice, ex aequo con l'attrice francese Emmanuelle Bercot. Inoltre riceve la sua seconda candidatura ai premi Oscar come miglior attrice non protagonista.
Sempre nel 2015 è nel cast del film Pan - Viaggio sull'isola che non c'è, nuova versione della fiaba, dove interpreta la nativa Tiger Lily. Per la sua scelta in questo ruolo, che si è aggiudicata dopo essere stata in competizione con le candidature di Lupita Nyong'o e Adèle Exarchopoulos, ci furono delle proteste, con la raccolta di oltre 5000 firme indirizzate alla Warner Bros., in cui fu chiesto di abolire i casting di attori bianchi per personaggi non-bianchi, dichiarando: «La scelta di Mara è particolarmente diseducativa visto che si tratta di un film per i più giovani. In questo modo si dice ai bambini che i loro modelli di riferimento sono soltanto bianchi». Il film, costato circa 150 milioni di dollari, fu un insuccesso incassando solo 128 milioni di dollari. Per questo ruolo riceve una candidatura ai Razzie Awards come peggior attrice non protagonista, premio vinto dall'attrice Kaley Cuoco.

### Dal 2016

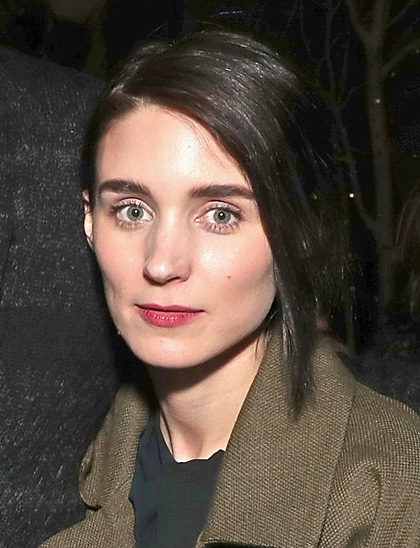
Rooney Mara al Sundance Film Festival 2017

Nell'ottobre 2016 presenta tre film al Roma Film Festival, tutti in concorso. Il segreto, già presentato il mese prima al Toronto Film Festival, è un adattamento cinematografico dell'omonimo romanzo di Sebastian Barry. Inizialmente il ruolo doveva essere interpretato da Jessica Chastain, poi sostituita dall'attrice, insieme a lei nella pellicola Eric Bana e Vanessa Redgrave. Il secondo film in concorso è Una, diretto da Benedict Andrews, è l'adattamento cinematografico dell'opera teatrale Blackbird, di David Harrower, e racconta la storia di una giovane donna che, dopo quindici anni incontra l’uomo che ha abusato di lei quando era solamente un'adolescente, in cerca di risposte dal suo passato. Infine il film drammatico Lion - La strada verso casa, tratto dal libro autobiografico di Saroo Brierley, A Long Way Home, dove recita accanto a Nicole Kidman e Dev Patel, anche quest'ultimo prima presentato al Toronto Film Festival. La pellicola narra la storia di un bambino di 5 anni che smarritosi per le strade di Calcutta viene adottato da una coppia australiana; molti anni dopo il ragazzo decide di ritrovare la sua famiglia utilizzando Google Earth.
Nel mese di gennaio presenta due film in anteprima al Sundance Film Festival, La scoperta, sci-fi romantico diretto da Charlie McDowell, e Storia di un fantasma, pellicola diretta da David Lowery dove recita accanto a Casey Affleck. Nel mese di marzo è nelle sale cinematografiche americane con il film Song to Song, diretto da Terrence Malick, dove è protagonista insieme agli attori Ryan Gosling, Natalie Portman e Michael Fassbender, e le cui riprese sono avvenute nel 2012. La pellicola, ambientata ad Austin in Texas, narra la storia di musicisti in cerca di successo e triangoli amorosi.
Nel 2017 viene fotografata da Peter Lindbergh per il Calendario Pirelli, dove è una delle protagoniste insieme ad altre attrici di Hollywood come Uma Thurman e Kate Winslet. Nel mese di maggio viene scelta da Givenchy come testimonial della nuova fragranza, L’Interdit.
Nel 2018 esce il film Maria Maddalena, in cui interpreta Maria Maddalena nell'omonima pellicola diretta da Garth Davis, accanto a Joaquin Phoenix nei panni di Gesù e Chiwetel Ejiofor in quelli di Pietro. Il film narra la storia di una giovane donna che sfida la sua famiglia per unirsi al movimento guidato da Gesù di Nazareth, con cui trova una nuova ragione di vita, ma il suo essere donna crea delle riserve tra gli altri seguaci. Le riprese si sono svolte tra ottobre e novembre 2016 a Matera. Inoltre è stata diretta da Gus Van Sant nel biografico Don't Worry. Nel febbraio dello stesso anno, insieme all'amica Sara Schloat, lancia un nuovo marchio di abbigliamento chiamato Hiraeth, che oltre a pellicce, pelle e cuoio non utilizza nemmeno lana, cashmere e seta.
Nel 2019 entra nel cast di Nightmare Alley, diretto dal regista Guillermo del Toro e adattamento del romanzo La fiera delle illusioni di William Lindsay Gresham.

## Vita privata
È bisnipote da parte di padre di Tim Mara, fondatore dei New York Giants, e bisnipote da parte di madre di Art Rooney, fondatore dei Pittsburgh Steelers. Appassionata di football americano, è tifosa di entrambe le squadre.
Dal 2010 al 2016 è stata legata sentimentalmente a Charlie McDowell..
Dal 2011 è vegana.
Dal 2016 è legata all'attore Joaquin Phoenix; i due convivono dal maggio 2017. Nel settembre 2019 viene annunciato il loro fidanzamento. Il 25 agosto 2020   nasce il loro primo figlio, River, chiamato così in ricordo del fratello maggiore di Joaquin, morto per overdose nel 1993 a 23 anni. Nel giugno 2024 nasce la loro figlia.
Nel settembre 2024, Joaquin Phoenix ufficializza il matrimonio con Rooney Mara durante il podcast Talk Easy.

## Impegno sociale
Rooney Mara è fondatrice di Faces of Kibera, fondazione benefica creata a favore degli orfani dei bassifondi di Kibera a Nairobi in Kenya.
Nel gennaio 2011 Faces of Kibera ha incorporato anche la Uweza Foundation, fondazione che gestisce alcuni programmi sociali tra cui campionati di calcio e dopo-scuola. Uweza è una parola swahili che significa "opportunità", "capacità" e "potere". Rooney Mara è presidente del consiglio di amministrazione per la fondazione.
Nel dicembre 2019, in collaborazione con l’organizzazione Animal Equality, realizza un'inchiesta sotto copertura all'interno di due allevamenti intensivi in Gran Bretagna, per documentare e denunciare la difficile realtà in cui versano miliardi di animali.

## Filmografia

### Attrice

#### Cinema
- Urban Legend 3 (Urban Legends: Bloody Mary), regia di Mary Lambert (2005)
- Dream Boy, regia di James Bolton (2008)
- Dare, regia di Adam Salky (2009)
- The Winning Season, regia di James C. Strouse (2009)
- Friends (With Benefits), regia di Gorman Bechard (2009)
- Youth in Revolt, regia di Miguel Arteta (2009)
- Tanner Hall - Storia di un'amicizia (Tanner Hall), regia di Francesca Gregorini (2009)
- The Social Network, regia di David Fincher (2010)
- Nightmare (A Nightmare on Elm Street), regia di Samuel Bayer (2010)
- Millennium - Uomini che odiano le donne (The Girl with the Dragon Tattoo), regia di David Fincher (2011)
- Senza santi in paradiso (Ain't Them Bodies Saints), regia di David Lowery (2013)
- Effetti collaterali (Side Effects), regia di Steven Soderbergh (2013)
- Lei (Her), regia di Spike Jonze (2013)
- Trash, regia di Stephen Daldry (2014)
- Carol, regia di Todd Haynes (2015)
- Pan - Viaggio sull'isola che non c'è (Pan), regia di Joe Wright (2015)
- Lion - La strada verso casa (Lion), regia di Garth Davis (2016)
- Il segreto (The Secret Scripture), regia di Jim Sheridan (2016)
- Una, regia di Benedict Andrews (2016)
- La scoperta (The Discovery), regia di Charlie McDowell (2017)
- Storia di un fantasma (A Ghost Story), regia di David Lowery (2017)
- Song to Song, regia di Terrence Malick (2017)
- Don't Worry (Don't Worry, He Won't Get Far on Foot), regia di Gus Van Sant (2018)
- Maria Maddalena (Mary Magdalene), regia di Garth Davis (2018)
- La fiera delle illusioni - Nightmare Alley (Nightmare Alley), regia di Guillermo del Toro (2021)
- Women Talking - Il diritto di scegliere (Women Talking), regia di Sarah Polley (2022)
- La cocina, regia di Alonso Ruizpalacios (2024)

#### Televisione
- Law & Order - Unità vittime speciali (Law & Order: Special Victims Unit) – serie TV, episodio 7x20 (2006)
- Women's Murder Club – serie TV, episodio 1x03 (2007)
- The Cleaner – serie TV, episodio 1x10 (2008)
- E.R. - Medici in prima linea (ER) – serie TV, episodi 15x19 e 15x21 (2009)

### Doppiatrice
- Kubo e la spada magica (Kubo and the Two Strings), regia di Travis Knight (2016)

### Produttrice
- La verità su Emanuel (Truth About Emanuel), regia di Francesca Gregorini (2013)

## Riconoscimenti
Nel corso della sua carriera è stata candidata a due Premi Oscar, nel 2012 come migliore attrice per Millennium - Uomini che odiano le donne e nel 2016 come migliore attrice non protagonista per Carol. Per gli stessi ruoli è stata nominata anche ai Golden Globe.

## Doppiatrici italiane
Nelle versioni in italiano delle opere in cui ha recitato, Rooney Mara è stata doppiata da:
- Chiara Gioncardi in Tanner Hall - Storia di un'amicizia, The Social Network, Senza santi in paradiso, Lei, Carol, Pan - Viaggio sull'isola che non c'è, Lion - La strada verso casa, Il segreto, La scoperta, Storia di un fantasma, Song to Song, Don't Worry, Maria Maddalena, La fiera delle illusioni - Nightmare Alley, La cocina
- Alessia Amendola in Millennium - Uomini che odiano le donne, Effetti collaterali, Trash
- Gaia Bolognesi in E.R. - Medici in prima linea
- Letizia Scifoni in Women's Murder Club
- Valentina Mari in Nightmare
- Barbara De Bortoli in Women Talking - Il diritto di scegliere

Da doppiatrice è sostituita da:
- Domitilla D'Amico in Kubo e la spada magica